# American Sociological Review
O American Sociological Review é um jornal acadêmico bimensal revisado por pares que cobre todos os aspectos da sociologia. É publicado pela Sage Publications em nome da American Sociological Association. Foi estabelecido em 1936. Os chefes de reportagem atuais são Omar Lizardo, Rory McVeigh e Sarah Mustillo (Universidade de Notre Dame).

## História
Durante os primeiros trinta anos, a American Sociological Society (agora a American Sociological Association) foi dominada em grande parte pelo departamento de sociologia da Universidade de Chicago, e o jornal quase oficial da associação foi o American Journal of Sociology de Chicago. Em 1935, o comitê executivo da American Sociological Society votou 5 a 4 contra a desestabilização do American Journal of Sociology como jornal oficial da sociedade, mas a medida foi aprovada para consideração da associação geral que votou 2 a 1 para estabelecer um novo Jornal independente de Chicago: a American Sociological Review.

## Resumo e indexação
American Sociological Review é abstraído e indexado em:
- Academic Search Premier
- Applied Social Sciences Index & Abstracts
- Current Contents/Social & Behavioral Sciences
- Current Index to Statistics
- FRANCIS
- International Bibliography of the Social Sciences
- ProQuest
- PsycINFO
- Scopus
- Social Sciences Citation Index
- Sociological Abstracts
- TOC Premier

De acordo com o Journal Citation Reports, seu fator de impacto de 2014 é de 4,390, classificando-o 1º em 142 revistas na categoria "Sociologia".

## Editores anteriores
As seguintes pessoas foram editoras do jornal:
- F.H. Hankin (Smith College (1936–1937)
- Read Bain (Miami University (1938–1942)
- Joseph K. Folsom (Vassar College (1943–1944)
- F. Stuart Chapin and George B. Vold (University of Minnesota (1945–1946)
- Robert C. Angell (University of Michigan (1947–1948)
- Maurice R. Davie (Yale University (1949–1951)
- Robert E.L. Faris (University of Washington (1952–1955)
- Leonard Broom (University of California, Los Angeles (1956–1957)
- Charles Page (Smith College (1958–1960)
- Harry Alpert (University of Oregon (1961–1962)
- Neil J. Smelser (University of California, Berkeley (1963–1965)
- Norman Ryder (University of Wisconsin (1966–1968)
- Karl F. Schuessler (Indiana University (1969–1971)
- James F. Short, Jr. (Washington State University (1972–1974)
- Morris Zelditch (Stanford University (1975–1977)
- Rita J. Simon (University of Illinois, Urbana (1978–1980)
- William Form (University of Illinois, Urbana (1981)
- Sheldon Stryker (Indiana University (1982–1986)
- William Form (Ohio State University (1987–1989)
- Gerald Marwell (University of Wisconsin (1990–1993)
- Paula England (University of Arizona (1994–1996)
- Glenn Firebaugh (Pennsylvania State University (1997–2000)
- Charles Camic and Franklin Wilson (University of Wisconsin (2000–2003)
- Jerry Jacobs (University of Pennsylvania (2003–2006)
- Randy Hodson and Vincent Roscigno (Ohio State University (2006–2009)
- Larry W. Isaac and Holly J. McCammon, Vanderbilt University (2010-2015)